# アルタウインドエナジーセンター
アルタウインドエナジーセンター（英語: Alta Wind Energy Center）はアメリカ合衆国カリフォルニア州カーン郡のテハチャピ山地のテハチャピ峠に存在する集合型風力発電所。2013年の時点で世界最大の発電容量を持つ風力発電所だった。2019年段階では中国の酒泉とインドのジャイサルメールに次いで第3位である。合計の設備容量は約1550MWに上る。計画は、1970年代から80年代にかけて最初に導入された集合型風力発電所であるテハチャピ峠発電塔群の近隣に建設され、「現代の風力プロジェクトの規模と範囲の拡大を示す強力な例」になっている。
サザンカリフォルニアエジソン社はアルタ発電所で発電される電力やテハチャピ地域に建設される新しい発電機からの電力最大1500MWの25年の売電契約に合意した。この計画は「道路上の車446,000台を取り除くことに値する520万トンのCO2排出を減らす」とされる。合計3000MWが計画されている。
開発は2010年7月にシティバンク、バークレイズ投資銀行、クレディ・スイスなどのパートナーと12億US$の融資契約を結んだテラジェン・パワーが行った。その後いくらか遅れて第1期工事は2010年に始まった。更なる拡張のために2012年に6億5000万US$が確保されている。アルタウインドエナジーセンターの建設によって、3000人を超える製造・建設・維持などの雇用の発生や地元経済に10億US$以上寄与することなどが期待されている。

## 歴史
もともとは「アルタ・オーククリーク・モハーヴェ計画」とされ、36km2の敷地に320基の風力発電機を立てて800MWの電力を作る計画で、テラジェンと契約下にあったオーククリーク・エネルギー・システムズが行う予定であったが、計画の実行は最終的にテラジェンに移行した。この計画がアルタウインドエネルギーセンターの傘下の最初の開発になった。
アルタ・オーククリーク・モハーヴェ計画は多くがオーククリーク街道の南方に位置し、モハーヴェの州道14号線の数マイル西を東の始端として、オーククリーク街道に沿ってテハチャピ-ウィロー・スプリングス街道の西側まで続いている。
アメリカ風力エネルギー協会によると、初期の計画としてアルタIでは1.5MWの発電機100機の合計150MW、アルタIIでは3MWの発電機50機の合計150MWが2010年秋に完成した。その後、アルタIIIで3MW発電機50機の合計150MW、アルタIVで3MW発電機34機の合計102MW、アルタVで3MW発電機56機の合計168MWの3つの工事を行い、これらは2011年第2四半期に完成した。アルタVIとアルタVIIIはどちらも3MW発電機50機の合計150MWの計画であり、アルタVIIIは2011年末、アルタVIは2012年初めに完成した。アルタVIIは3MW発電機56機の合計168MW、アルタIXは3MW発電機44機の合計134MWの計画であり、2012年12月に完成した。これによって発電容量は1320MWに向上した。なお、アルタVIIとアルタIXは後にそれぞれPinyon Pines Wind I、Pinyon Pines Wind IIに改名されている。
138MWのアルタXと90MWのアルタXIが2014年に稼働を開始し、発電容量は1520MWに達した。180MWのアルタXIIIの完成は2019年に予定される。

## 註
1. ↑   Top 10 biggest wind farms, Power Technology, (2019-06-29)
2. ↑   Top five biggest wind farms in the US, NS Energy, (2018-10-05)
3. 1 2 3  Terra-Gen bags $631m for more phases at California's Alta Wind Renewable Energy World, 29 July 2010.
4. ↑  World's Largest Wind Project is Underway Recharge, June 3, 2011
5. ↑  GE Acquires California Wind Farm, UK Energy Management Firm
6. ↑  “Frequently Asked Questions”.   Alta Wind Energy Center (2010年). 2013年8月27日閲覧。
7. ↑  “Notice of Preparation of a Draft Supplemental Environmental Impact Report (Alta Infill II)”.   Kern County, California. p. 3. 2013年8月27日閲覧。
8. ↑  California U.S. Wind Energy Projects - California,  AWEA, Oct 22, 2010
9. ↑  CNBC: MidAmerican Wind Announces Completion of 300-Megawatt Pinyon Pines Wind I and II Projects
10. ↑   Alta Wind Portfolio, U.S. Securities and Exchange Commission, (2014-06-30)
11. ↑   Alta Wind Farm Powers Homes, California Energy Commission
12. ↑  California Renewables Portfolio Standard: RPS Project Status Table 2013 July